# Amtsbezirk Atzenbrugg
Der Amtsbezirk Atzenbrugg war eine Verwaltungseinheit im Mostviertel in Niederösterreich.
Der Amtsbezirk war der Kreisbehörde in St. Pölten unterstellt und besorgte deren Amtsgeschäfte vor Ort. Die Zuständigkeit erstreckte sich neben Atzenbrugg auf die damaligen Gemeinden Abstetten, Gutenbrunn, Hasendorf, Michelhausen, Murstetten, Ponsee, Reidling, Rust, Sitzenberg, Trasdorf, Würmla und Zwentendorf.
Der Amtsbezirk umfasste dabei 13 Gemeinden mit 11.281 Einwohnern (lt. Zählung von 1851).